# Uh (digramme)
Cette page contient des caractères spéciaux ou non latins. S’ils s’affichent mal (▯, ?, etc.), consultez la page d’aide Unicode.
Pour les articles homonymes, voir UH.
Uh (minuscule uh) est un digramme de l'alphabet latin composé d'un U et d'un H.

## Linguistique
- En allemand, le digramme « uh » correspond généralement à [uː].
- Dans l'orthographe classique du nahuatl, fondée sur les usages de l'espagnol, « uh » vaut [w] en fin de syllabe.

## Représentation informatique
Comme la majorité des digrammes, il n'existe aucun encodage de Uh sous un seul signe, il est toujours réalisé en accolant un U et un H.